# Mesa del Mar
Mesa del Mar es una entidad de población perteneciente al municipio de Tacoronte, en la isla de Tenerife —Canarias, España—.

## Toponimia
El barrio toma su nombre de una elevación montañosa o meseta ubicada en la costa.

## Geografía
Se trata de un pequeño núcleo turístico ubicado en la zona costera de Tacoronte, a casi cinco kilómetros del centro municipal y a una altitud media de 274 m s. n. m.
Mesa del Mar se dispone en dos núcleos diferenciados; la zona alta, con chalés dispuestos en torno a las calles del Médico Ernesto Castro y de Mesa del Mar, y una zona de edificios de apartamentos en el litoral.
El barrio cuenta con una plaza pública, un pequeño embarcadero, una ermita dedicada a la virgen del Carmen, un parque infantil e instalaciones deportivas.
Aquí se encuentra la playa de La Arena, a la que se accede a pie por un pequeño túnel y que ofrece aguas tranquilas al resguardo de las corrientes marinas, contando con diversos servicios y un paseo marítimo. Mesa del Mar cuenta también con varias piscinas naturales.
Parte de la zona costera del barrio se encuentra dentro del espacio del paisaje protegido de Costa de Acentejo. Además, también se localiza aquí un importante yacimiento arqueológico de la cultura guanche, declarado en 2007 Bien de Interés Cultural en la categoría de zona arqueológica. Este yacimiento consta de numerosas cuevas de habitación y funerarias.

### Clima
El tiempo está condicionado por la influencia de los vientos alisios. Los veranos son largos y los inviernos no son fríos.[cita requerida]

## Demografía
| Año        | 2000 | 2005 | 2010 | 2015 | 2020 |
| ---------- | ---- | ---- | ---- | ---- | ---- |
| Habitantes | 470  | 510  | 590  | 346  | 409  |

## Fiestas
En la zona de Mesa del Mar se celebran fiestas en honor a la virgen del Carmen la segunda quincena de agosto.

## Comunicaciones
Se llega al barrio principalmente a través de la carretera de Guayonje Antiguo Camino Los Guanches TF-165 y de la calle de Mesa del Mar.

### Transporte público
En autobús —guagua— queda conectado mediante la siguiente línea de TITSA: 
| Línea | Trayecto                                        | Recorrido     |
| ----- | ----------------------------------------------- | ------------- |
| 021   | Tacoronte - Santa Catalina - Playa Mesa del Mar | Horario/Línea |

### Caminos
Un sendero turístico recorre la costa de la localidad, conectando con el barrio vecino de El Pris.

## Lugares de interés
- Piscinas naturales de Mesa del Mar
- Playa de La Arena
- Sendero Mesa del Mar - El Pris
- Zona arqueológica «Los Acantilados de Tacoronte y El Barranco de Guayonge»

## Galería

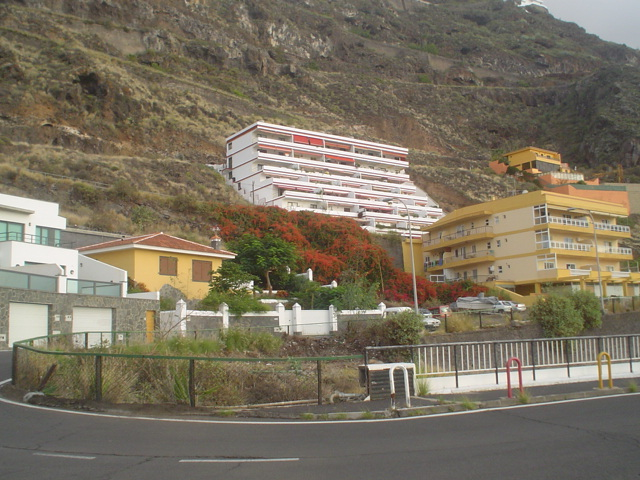
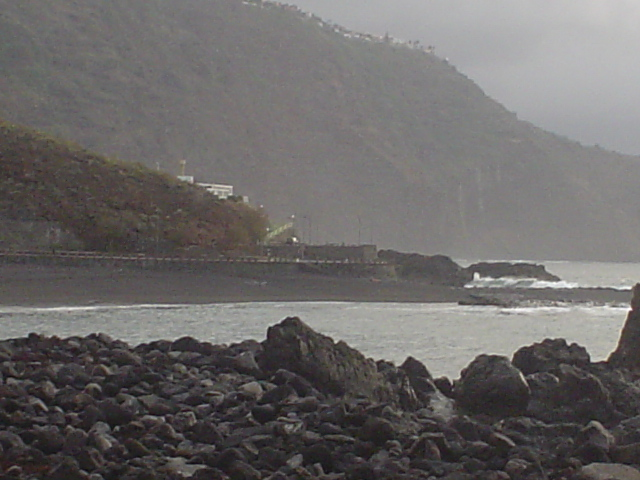
Playa de La Arena.
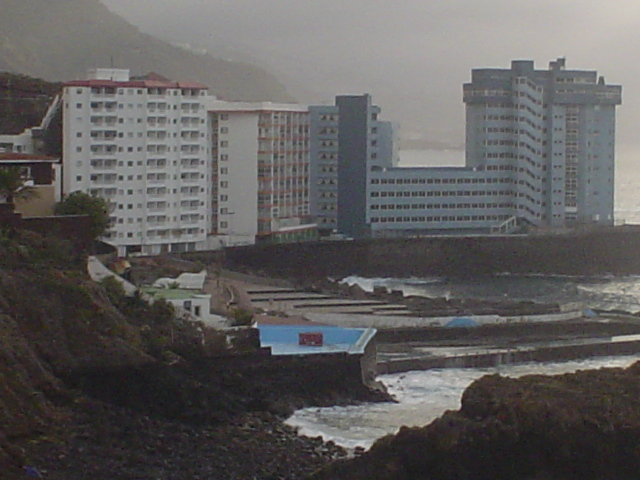
Apartamentos en Mesa del Mar.